# Puerto Lempira
Puerto Lempira ist die Hauptstadt des Departamentos Gracias a Dios im äußersten Nordosten von Honduras. Die Stadt liegt an der Laguna de Caratasca, die einen schmalen Zugang zum Karibischen Meer hat. Benannt ist die Stadt nach dem wichtigsten honduranischen Nationalheld Lempira.

## Bevölkerung
Die Mehrheit der Bevölkerung gehört zu dem indigenen Volk der Miskito. Durch die abgelegene Lage und fehlende Infrastruktur bestehen einige Probleme: So sind die Lebenshaltungskosten in Puerto Lempira höher als im Rest von Honduras, die Versorgung mit Trinkwasser und Elektrizität erreicht nur einen kleinen Teil der Bevölkerung und die Mehrheit hat keinen oder nur einen niedrigen Schulabschluss. Es gibt keine asphaltierten Straßen und in der Regenzeit kommt es regelmäßig zu Überschwemmungen.

## Verkehrsanbindung
Die Stadt ist, wie das gesamte Departamento Gracias a Dios, nicht an das Straßennetz Honduras’ angebunden, besitzt aber über den Flughafen Puerto Lempira eine Verkehrsverbindung unter anderem in die Hauptstadt Tegucigalpa. Weiterhin gibt es eine Straßenverbindung an die nicaraguanische Grenze.